# Likely Story
Likely Story — це незалежна кіновиробнича компанія, заснована її президентом і генеральним директором Ентоні Брегманом у жовтні 2006 року разом зі Стефані Азпіазу. Вона розташована в Нью-Йорку з офісом у Лос-Анджелесі.

## Історія
Продюсер із Нью-Йорка Ентоні Брегман заснував продюсерську компанію «Likely Story» у жовтні 2006 року разом зі своїм давнім партнером Стефані Азпіазу. Азпіазу, який був керівником виробництва та розвитку офісу в Нью-Йорку, переїхав до офісу в Лос-Анджелесі, який відкрився в листопаді 2011 року.
У червні 2015 року компанія Likely Story найняла Пітера Крона на посаду віцепрезидента з виробництва фільмів і Джеффа Стерна на посаду віцепрезидента зі сценарного телебачення у телевізійному відділі, а Раяна Фезермана також підвищили до редактора сюжетів у телевізійному відділі.

## Угоди про співпрацю
Ймовірно, Story раніше мала угоду з PalmStar Media про спільне виробництво фільмів з грудня 2013 року. Зараз компанія уклала угоду першого перегляду з Netflix. У 2018 році вона уклала угоду першого перегляду телевізійної програми з анонімним вмістом.

## Фільмографія
- 2008: Торговець сном
- 2008: Synecdoche, Нью-Йорк
- 2009: Перевізники
- 2010: Будь ласка, дайте
- 2010: Зайва людина
- 2011: Наш брат-ідіот
- 2011: Помаранчеві
- 2012: Lay the Favorite
- 2012: Любий супутник
- 2013: Досить сказано
- 2013: Почати знову
- 2014: Кожна таємна річ
- 2014: Лисиця
- 2015: American Ultra
- 2016: Співаю вул
- 2016: Обурення
- 2016: Вся правда
- 2016: Супутня краса
- 2017: Коло
- 2018: Щодня
- 2018: Приватне життя
- 2018: Країна стійких звичок
- 2019: Хтось великий
- 2020: Спуск
- 2020: половина справи
- 2020: Я думаю про те, щоб закінчити речі
- 2020: Дикий гірський чебрець
- 2020: верхня частина
- 2021: Побачене та почуте
- 2021: На висоті
- 2022: Помста
- 2023: Ви образили мої почуття
- 2023: Флора і син